# Unbiseptium
Unbiseptium, med kemisk beteckning Ubs, är det tillfälliga IUPAC-namnet på det grundämne i periodiska systemet, som har atomnummer 127. Det kan också kallas eka-americum efter Dmitrij Mendelejevs förutsägelser om det periodiska systemet. 
Unbiseptium är det nionde grundämnet i den åttonde perioden i det periodiska systemet. Det har inte gjorts några försök att framställa ämnet.